# Университет штата Нью-Йорк
Университет штата Нью-Йорк (State University of New York, SUNY) — система государственных высших учебных заведений в штате Нью-Йорк, США. Её частью являются крупнейшие университеты, колледжи и муниципальные колледжи в Соединенных Штатах, в которых обучается 606 232 студентов и ещё 1,1 млн взрослых с охватом в 64 кампуса по всему штату. В системе SUNY работают 88 000 преподавателей, предлагается около 7 660 программ бакалавриата и сертификации, а бюджет составляет 10,7 млрд долл. США.
SUNY включает в себя множество учреждений и четыре колледжа: Олбани (1844), Бингемтон (1946), Буффало (1846) и Стоуни-Брук (1957). Административные офисы SUNY расположены в столице штата Олбани, а спутниковые офисы — в Манхэттене и Вашингтоне, округ Колумбия. Самый большой кампус SUNY — Университет Буффало, имеет самые большие исследования и финансирование.
Университет штата Нью-Йорк был основан в 1948 году губернатором Томасом Дьюи в результате законодательного осуществления рекомендаций Временной комиссии о необходимости государственного университета (1946—1948 годы). Комиссию возглавлял Оуэн Юнг, который тогда был президентом General Electric. Система была значительно расширена во времена администрации губернатора Нельсона Рокфеллера, который лично интересовался проектированием и строительством новых объектов SUNY по всему штату.
В дополнение к подразделениям Городского университета Нью-Йорка (CUNY), SUNY включает в себя все другие государственные высшие учебные заведения в штате.